# Umar Osman
Umar Osman (* 11. August 2003) ist ein malaysischer Sprinter, der sich auf den 400-Meter-Lauf spezialisiert hat. Über diese Distanz ist er aktuell Inhaber des malaysischen Landesrekordes.

## Sportliche Laufbahn
Erste internationale Erfahrungen sammelte Umar Osman im Jahr 2023, als er bei den Südostasienspielen in Phnom Penh in 46,34 s die Goldmedaille im 400-Meter-Lauf gewann und sich mit der malaysischen 4-mal-400-Meter-Staffel mit 3:08,82 min die Bronzemedaille hinter den Teams von den Philippinen und aus Thailand gewann. Anschließend schied er bei den Asienmeisterschaften in Bangkok mit 46,42 s im Halbfinale über 400 Meter aus und belegte mit der Staffel in 3:11,63 min den siebten Platz. Im August belegte er bei den World University Games in Chengdu in 46,41 s den siebten Platz im Einzelbewerb und gelangte mit der Staffel mit 3:10,30 min auf Rang fünf. Ende September verpasste er dann bei den Asienspielen in Hangzhou mit 46,58 s den Finaleinzug. 2025 belegte er bei den Asienmeisterschaften in Gumi in 46,25 s den achten Platz über 400 Meter und wurde mit der Staffel in 3:14,55 min Siebter. Anschließend schied er bei den World University Games in Bochum mit 47,10 s im Halbfinale über 400 Meter aus und verpasste mit der Mixed-Staffel mit 3:31,72 min den Finaleinzug.
2024 wurde Osman malaysischer Meister im 400-Meter-Lauf.

## Persönliche Bestleistungen
- 400 Meter: 46,09 s, 2. August 2023 in Chengdu (malaysischer Rekord)